# Sansevieria fischeri
Dracaena fischeri (Sansevieria fischeri) es una especie de Dracaena (Sansevieria) perteneciente a la familia de las asparagáceas, originaria de  África oriental en Kenia, Tanzania, Etiopía y Somalia.
Ahora se la ha incluido en el gen de Dracaena debido a los estudios moleculares de su filogenia

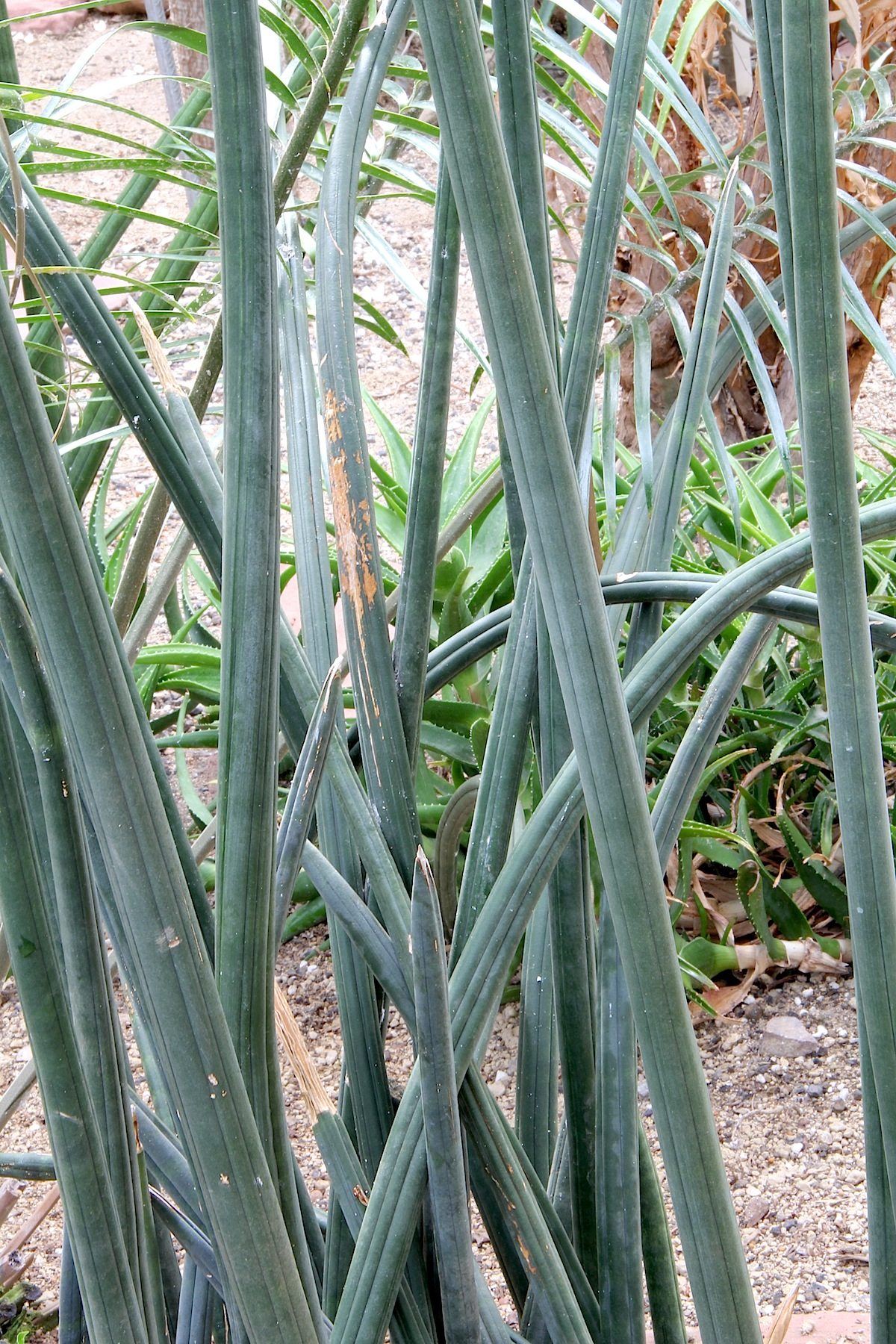
Vista de la planta

## Descripción
Es una planta herbácea  sin tallo, con rizoma geófito subterráneo, de 5-9 cm de largo, 32 mm de diámetro. Las hojas son solitarias, erectas, rígidas, cilíndricas, de hasta 3 m de largo, 23 mm de espesor en el centro, ligeramente rugosas, estrechándose ligeramente hacia arriba hasta el vértice, el estrechamiento es un robusto y agudo punto blanquecino casi espinoso, los márgenes de color rojo parduzco a gris-verde con una membrana gris blanquecina en el lado externo, el margen gris parduzco desaparece con la edad. La inflorescencia es lateral, aparece al lado de la hoja, en un corimbo de 8-10 cm de largo. El fruto es una baya globosa, de 13-15 mm de diámetro; con semillas de 1 ≈ 0,7 cm.

## Taxonomía
Sansevieria fischeri fue descrita por (Baker) Marais y publicado en Kew Bull. 41: 58, en el año 1986.
Etimología
Sansevieria nombre genérico que debería ser "Sanseverinia" puesto que su descubridor, Vincenzo Petanga, de Nápoles, pretendía dárselo en conmemoración a Pietro Antonio Sanseverino, duque de Chiaromonte y fundador de un jardín de plantas exóticas en el sur de Italia. Sin embargo, el botánico sueco Thunberg que fue quien lo describió, lo denominó Sansevieria, en honor del militar, inventor y erudito napolitano Raimondo di Sangro (1710-1771), séptimo príncipe de Sansevero.
fischeri: epíteto otorgado en honor del explorador Gustav Fischer.
Sinonimia
- Boophone fischeri Baker	basónimo
- Sansevieria singularis N.E.Br.[10]